# Un po' di sole nell'acqua gelida
Un po' di sole nell'acqua gelida (Un peu de soleil dans l'eau froide) è un film del 1971 diretto da Jacques Deray.
Il film, il cui titolo cita il poeta Paul Éluard, è basato su un romanzo di Françoise Sagan.